# Aeropuerto de Merowe
El Aeropuerto de Merowe (IATA: MWE, ICAO: HSMN) es un aeropuerto que da servicio a la ciudad de Merowe al norte de Sudán. 

## Historia

### Refacción
Después de que se completaron las instalaciones críticas en 2006, el aeropuerto actual reemplazó al aeropuerto más pequeño de Merowe Town de 3 kilómetros (1,9 millas) al oeste. El nuevo aeropuerto de Merowe ha albergado aviones de combate de la Fuerza Aérea de Sudán, pero no alberga ninguna unidad estacionada a tiempo completo.

### Guerra en Sudán de 2023
El aeropuerto fue atacado durante los primeros combates de la tercera guerra civil sudanesa el 15 de abril de 2023, donde las milicias de las Fuerzas de Apoyo Rápido capturaron a soldados egipcios que realizaban ejercicios militares conjuntos con sus homólogos sudaneses.

## Vuelos
| Aerolíneas   | Destinos |
| ------------ | -------- |
| Nova Airways | Jartum   |